# Saison 2021 de la National Rugby League
Navigation
Édition précédente Édition suivante
La Saison 2021 de la National Rugby League est la cent-quatorzième édition de cette compétition depuis que celle-ci a été créée en 1908, elle se déroule du 11 mars 2021 au 3 octobre 2021. Seize équipes jouent 26 journées de championnat (phase régulière), les huit meilleures d'entre elles sont qualifiées pour les phases finales, dans le but de se qualifier pour la grande finale.

## Équipes
Pour la quatorzième année consécutive, les mêmes clubs disputent la compétition.
| Club                         | Classement en 2020       | Entraîneur(s)   | Capitaine (s)                                | Stade (s)                                                   | Capacité             |
| ---------------------------- | ------------------------ | --------------- | -------------------------------------------- | ----------------------------------------------------------- | -------------------- |
| Brisbane Broncos             | 16e                      | Kevin Walters   | Alex Glenn                                   | Suncorp Stadium                                             | 52 500               |
| Canberra Raiders             | Finale préliminaire (5e) | Ricky Stuart    | Jarrod Croker Josh Hodgson Elliott Whitehead | Canberra Stadium                                            | 25 011               |
| Canterbury Bulldogs          | 15e                      | Trent Barrett   | William Hopoate Josh Jackson                 | ANZ Stadium Belmore Sports Ground Western Sydney Stadium    | 83 500 20 000 30 000 |
| Cronulla-Sutherland Sharks   | 1er tour (8e)            | John Morris     | Wade Graham Aaron Woods                      | Jubilee Oval                                                | 20 500               |
| Gold Coast Titans            | 9e                       | Justin Holbrook | Kevin Proctor Jamal Fogarty                  | Cbus Super Stadium                                          | 27 400               |
| Manly-Warringah Sea Eagles   | 13e                      | Des Hasler      | Daly Cherry-Evans                            | Lottoland                                                   | 23 000               |
| Melbourne Storm              | Champion (2e)            | Craig Bellamy   | Jesse Bromwich Dale Finucane                 | AAMI Park                                                   | 29 500               |
| Newcastle Knights            | 1er tour (7e)            | Adam O'Brien    | Jayden Brailey                               | Hunter Stadium                                              | 33 000               |
| New Zealand Warriors         | 10e                      | Nathan Brown    | Roger Tuivasa-Sheck                          | Mount Smart Stadium                                         | 30 000               |
| North Queensland Cowboys     | 14e                      | Todd Payten     | Michael Morgan Jason Taumalolo               | North Queensland Stadium                                    | 25 000               |
| Parramatta Eels              | Demi-finale (3e)         | Brad Arthur     | Clinton Gutherson                            | Western Sydney Stadium                                      | 30 000               |
| Penrith Panthers             | Finaliste (1er)          | Ivan Cleary     | Nathan Cleary Isaah Yeo                      | Penrith Stadium                                             | 22 500               |
| St. George Illawarra Dragons | 12e                      | Anthony Griffin | Ben Hunt                                     | Jubilee Oval WIN Stadium                                    | 20 500 23 000        |
| South Sydney Rabbitohs       | Finale préliminaire (6e) | Wayne Bennett   | Adam Reynolds                                | ANZ Stadium Western Sydney Stadium                          | 83 500 30 000        |
| Sydney Roosters              | Demi-finale (4e)         | Trent Robinson  | James Tedesco                                | Sydney Cricket Ground                                       | 48 000               |
| Wests Tigers                 | 11e                      | Michael Maguire | James Tamou                                  | Campbelltown Stadium Leichhardt Oval Western Sydney Stadium | 20 000 30 000        |

## Résultats

### Classement de la phase régulière
| Rang | Franchise            | Joués | V  | N | D  | B | PP  | PC  | Diff  | Points |
| 1    | Melbourne (CH)       | 24    | 21 | 0 | 3  | 1 | 815 | 316 | + 499 | 44     |
| 2    | Penrith (F)          | 24    | 21 | 0 | 3  | 1 | 676 | 286 | + 390 | 44     |
| 3    | South Sydney (DF)    | 24    | 20 | 0 | 4  | 1 | 775 | 453 | + 322 | 42     |
| 4    | Manly-Warringah      | 24    | 16 | 0 | 8  | 1 | 744 | 492 | + 252 | 34     |
| 5    | Sydney Roosters      | 24    | 16 | 0 | 8  | 1 | 630 | 489 | + 141 | 34     |
| 6    | Parramatta           | 24    | 15 | 0 | 9  | 1 | 566 | 457 | + 109 | 32     |
| 7    | Newcastle            | 24    | 12 | 0 | 12 | 1 | 428 | 571 | - 143 | 26     |
| 8    | Gold Coast           | 24    | 10 | 0 | 14 | 1 | 580 | 583 | - 3   | 22     |
| 9    | Cronulla-Sutherland  | 24    | 10 | 0 | 14 | 1 | 520 | 556 | - 36  | 22     |
| 10   | Canberra (DF)        | 24    | 10 | 0 | 14 | 1 | 481 | 578 | - 97  | 22     |
| 11   | St. George Illawarra | 24    | 8  | 0 | 16 | 1 | 474 | 616 | - 142 | 18     |
| 12   | New Zealand          | 24    | 8  | 0 | 16 | 1 | 453 | 624 | - 171 | 18     |
| 13   | Wests Tigers         | 24    | 8  | 0 | 16 | 1 | 500 | 714 | - 214 | 18     |
| 14   | Brisbane (CB)        | 24    | 7  | 0 | 17 | 1 | 446 | 695 | - 249 | 16     |
| 15   | North Queensland     | 24    | 7  | 0 | 17 | 1 | 460 | 748 | - 288 | 16     |
| 16   | Canterbury-Bankstown | 24    | 3  | 0 | 21 | 1 | 340 | 710 | - 370 | 8      |

| - Qualifié pour les phases finales (#1 à #8). |
| CH : Champion 2020, FI : Finaliste 2020, CB : Cuillère de bois 2020, DF : Demi-finaliste 2020                                                                                           |
| abréviations=Pts, points; J, matchs joués; V, victoires ; N, match nuls ; D, défaites ; B, bye ; PP, points pour ; PC, points contre ; Diff, différence de points ; T, tenant du titre. |

Attribution des points : 2 points sont attribués pour une victoire, 1 point pour un match nul, 0 point en cas de défaite, 2 lorsque l'épique est exempte (bye).
Source : nrl.com

### Playoffs
Lors des finales de qualification, le vainqueur des deux machs opposant les premier et quatrième de la phase régulière, et du deuxième et le troisième, sont directement qualifiés pour les finales préliminaires. Les vaincus de ces deux rencontres sont opposés aux deux vainqueurs des deux autres rencontres des Finales de qualification.
|           | 1er tour des play offs | 1er tour des play offs          | 1er tour des play offs | |                 |                                 |        | Demi-finales préliminaires | Demi-finales préliminaires |        |  |                 |              | Demi-finales | Demi-finales |  |  | Grande finale | Grande finale |  |
|           |                        |                                 |                        | |                 |                                 |        |                            |                            |        |  |                 |              |              |              |  |  |               |               |  |
|           |                        | QPO1 :                          |                        | |                 |                                 |        |                            |                            |        |  |                 |              |              |              |  |  |               |               |  |
|           | 1                      | Melbourne                       | 40                     | |                 |                                 |        |                            |                            |        |  |                 |              |              |              |  |  |               |               |  |
|           | 4                      | Manly-Warringah                 | 12                     | |                 |                                 |        | PSF1 :                     |                            |        |  |                 |              |              |              |  |  |               |               |  |
|           |                        |                                 |                        | |                 |                                 |        | Penrith                    | 8                          |        |  |                 |              |              |              |  |  |               |               |  |
|           |                        | EPO1 :                          | EPO1 :                 | |                 |                                 |        | Parramatta                 | 6                          |        |  |                 |              | QSF1 :       | QSF1 :       |  |  |               |               |  |
|           | 5                      | Sydney Roosters                 | 25                     | |                 |                                 |        |                            |                            |        |  |                 |              | Melbourne    | 6            |  |  |               |               |  |
|           | 8                      | Gold Coast                      | 24                     | |                 |                                 |        |                            |                            |        |  |                 |              | Penrith      | 10           |  |  | GF :          | GF :          |  |
|           |                        |                                 |                        | |                 |                                 |        |                            |                            |        |  |                 |              |              |              |  |  | Penrith       | 14            |  |
|           |                        | EPO2 :                          | EPO2 :                 | EPO2 : |                 |                                 |        |                            |                            | QSF2 : |  |                 |              | South Sydney | 12           |  |  |               |               |  |
|           | 6                      | Parramatta                      | 28                     | |                 |                                 |        |                            |                            |        |  |                 | South Sydney | 36           |              |  |  |               |               |  |
|           | 7                      | Newcastle                       | 20                     | |                 | PSF2 :                          | PSF2 : |                            |                            |        |  | Manly-Warringah | 16           |              |              |  |  |               |               |  |
|           |                        |                                 |                        | | Manly-Warringah | 42                              |        |                            |                            |        |  |                 |              |              |              |  |  |               |               |  |
|           | QPO2 :                 | QPO2 :                          | QPO2 :                 | QPO2 : |                 |                                 |        | Sydney Roosters            | 6                          |        |  |                 |              |              |              |  |  |               |               |  |
|           | 2                      | Penrith                         | 10                     | |                 |                                 |        |                            |                            |        |  |                 |              |              |              |  |  |               |               |  |
|           | 3                      | South Sydney                    | 16                     | |                 |                                 |        |                            |                            |        |  |                 |              |              |              |  |  |               |               |  |
|           |                        |                                 |                        | \| Légende : \| \| Progression de l'équipe défaite \| \| Progression de l'équipe victorieuse \| \| Progression de l'équipe choisie \| |                 |                                 |        |                            |                            |        |  |                 |              |              |              |  |  |               |               |  |
| Légende : |                        | Progression de l'équipe défaite |                        | Progression de l'équipe victorieuse                                                                                                   |                 | Progression de l'équipe choisie |        |                            |                            |        |  |                 |              |              |              |  |  |               |               |  |

Semaine 1. Qualification/Elimination en phase finale : les rencontres sont déterminées suivant le classement des équipes de la saison régulière. Les équipes ayant obtenu un meilleur rang affrontant l'équipe ayant le moins bon rang. Les équipes ayant le meilleur rang reçoivent.
Semaine 2. Les demi-finales préliminaires : les rencontres sont déterminées suivant le classement des équipes de la saison régulière. Les équipes ayant obtenu un meilleur rang affrontant l'équipe ayant le moins bon rang. Les équipes ayant le meilleur rang reçoivent.
Semaine 3. Les demi-finales : les vainqueurs des précédentes phases qualificatives s'affrontent pour déterminer les deux finalistes. Les adversaires sont décidées en fonction du choix de l'équipe ayant obtenu le meilleur classement lors de la saison régulière entre les deux équipes ayant le moins bon classement. Ce sont les vainqueurs de la semaine 1 qui reçoivent.

### Grande Finale
(mt : 8 - 6)
Homme du match : Nathan Cleary
Points marqués : 
- Penrith : 2 essais de Burton (16e) et Chrichton (66e) ; 2 transformations de Cleary (18e et 68e) ; 1 pénalité de Cleary (32e).
- South Sydney : 2 essais de Walker (20e) et Johnston (73e) ; 1 transformations de Reynolds (22e) ; 1 pénalité de Reynolds (44e)

Évolution du score : 
Arbitre : Gerard Sutton
Spectateurs : 39 322
Composition des équipes :
- Penrith : Dylan Edwards - Stephen Crichton, Paul Momirovski, Matt Burton, Brian To'o - Jarome Luai (o), Nathan Cleary (m) - Moses Leota, Apisai Koroisau, James Fisher-Harris, Kurt Capewell, Liam Martin, Isaah Yeo - Viliame Kikau, Tyrone May, Scott Sorensen, Spencer Leniu - Entraîneur : Ivan Cleary
- South Sydney : Blake Taaffe - Alex Johnston, Dane Gagai, Campbell Graham, Jaxson Paulo - Cody Walker (o), Adam Reynolds (m) - Mark Nicholls, Damien Cook, Tevita Tatola, Keaon Koloamatangi, Jaydn Su'A, Cameron Murray - Benji Marshall, Jacob Host, Thomas Burgess, Jai Arrow - Entraîneur : Wayne Bennett

## Statistiques

### Meilleurs marqueurs de points
| Rang | Joueur           | Club                       | Poste         | Points | Essais | Goals | Drops |
| ---- | ---------------- | -------------------------- | ------------- | ------ | ------ | ----- | ----- |
| 1    | Reuben Garrick   | Manly-Warringah Sea Eagles | Arrière       | 334    | 23     | 121   | -     |
| 2    | Adam Reynolds    | South Sydney Rabbitohs     | Demi de mêlée | 260    | 5      | 118   | 4     |
| 3    | Nathan Cleary    | Penrith Panthers           | Demi de mêlée | 231    | 10     | 94    | 3     |
| 4    | Adam Doueihi     | Wests Tigers               | Centre        | 174    | 9      | 69    | -     |
| 5    | Ryan Papenhuyzen | Melbourne Storm            | Arrière       | 157    | 14     | 49    | 3     |
| 6    | Jamal Fogarty    | Gold Coast Titans          | Demi de mêlée | 156    | 4      | 70    | -     |
| 7    | Mitchell Moses   | Parramatta Eels            | Demi de mêlée | 146    | 3      | 66    | 2     |
| 8    | Nicholas Hynes   | Melbourne Storm            | Arrière       | 144    | 7      | 58    | -     |
| 9    | Valentine Holmes | North Queensland Cowboys   | Arrière       | 126    | 4      | 54    | 2     |
| 10   | Jamayne Isaako   | Brisbane Broncos           | Arrière       | 124    | 6      | 50    | -     |

### Meilleurs marqueurs d'essais
| Rang | Joueur         | Club                       | Poste            | Essais |
| ---- | -------------- | -------------------------- | ---------------- | ------ |
| 1    | Alex Johnston  | South Sydney Rabbitohs     | Ailier           | 30     |
| 2    | Tom Trbojevic  | Manly-Warringah Sea Eagles | Arrière          | 28     |
| 3    | Jason Saab     | Manly-Warringah Sea Eagles | Ailier           | 26     |
| 4    | Josh Addo-Carr | Melbourne Storm            | Ailier           | 23     |
| -    | Reuben Garrick | Manly-Warringah Sea Eagles | Ailier           | 23     |
| 6    | Matt Burton    | Penrith Panthers           | Centre           | 17     |
| -    | David Fifita   | Gold Coast Titans          | Deuxième ligne   | 17     |
| -    | Maika Sivo     | Parramatta Eels            | Ailier           | 17     |
| 9    | Cody Walker    | South Sydney Rabbitohs     | Demi d'ouverture | 16     |
| 10   | Ken Maumalo    | Wests Tigers               | Ailier           | 15     |
| -    | Brian To'o     | Penrith Panthers           | Ailier           | 15     |
| -    | Daniel Tupou   | Sydney Roosters            | Ailier           | 15     |

## Récompenses individuelles
Les trophées « Dally M Medal » sont, comme d'habitude, remis après la fin de la saison régulière de la NRL et ne prennent pas en compte les rencontres de la phase finale.
| Points | Joueur              |
| ------ | ------------------- |
| 35     | Tom Trbojevic       |
| 30     | Nathan Cleary       |
| 26     | Cody Walker         |
| 23     | James Tedesco       |
| 23     | Daly Cherry-Evans   |
| 21     | Roger Tuivasa-Sheck |
| 20     | Jahrome Hughes      |
| 20     | Adam Doueihi        |
| 20     | William Kennedy Jr. |
| 18     | Ben Hunt            |

| Poste                     | Joueur                         |
| ------------------------- | ------------------------------ |
| Meilleur arrière          | Tom Trbojevic                  |
| Meilleur ailier           | Reuben Garrick Brian To'o      |
| Meilleur centre           | Justin Olam Matt Burton        |
| Meilleur demi d'ouverture | Cody Walker                    |
| Meilleur de mêlée         | Nathan Cleary                  |
| Meilleur troisième ligne  | Isaah Yeo                      |
| Meilleur deuxième ligne   | Viliame Kikau Isaiah Papali'i  |
| Meilleur pilier           | James Fisher-Harris Payne Haas |
| Meilleur talonneur        | Brandon Smith\|                |

| Poste                      | Lauréat       |
| -------------------------- | ------------- |
| Provan-Summons Medal       | Josh Morris   |
| Débutant de l'année        | Sam Walker    |
| Capitaine de l'année       | James Tedesco |
| Entraîneur de l'année      | Craig Bellamy |
| Meilleur marqueur d'essais | Alex Johnston |

## Médiatisation
Le championnat est évidemment très médiatisé en Australie, sport où le rugby à XIII est roi.
Au Royaume-Uni, il est également très suivi par les médias britanniques au nombre desquels on compte Rugby League World , Rugby Leaguer & League Express et League Weekly. 
Dans les pays francophones, (principalement la France), le site internet Treize Mondial rend compte chaque semaine, voire chaque jour du déroulement de la compétition. Midi Olympique couvre également l'évènement, mais pas de manière continue, et en relatant surtout les résultats chaque semaine, dans son « édition rouge ». Des matchs sont diffusés par les chaines payantes du groupe Beinsport.